# Эфрон, Константин Михайлович
Константин Михайлович Эфрон (при рождении Фельдштейн; 12 мая 1921 — 19 августа 2008) — советский и российский биолог, деятель природоохранного движения в СССР, председатель секции Охраны природы Московского общества испытателей природы.

## Биография
Внук писательницы Рашели Хин, племянник поэтессы Марины Цветаевой. В 1939 году окончил среднюю школу и поступил на биологический факультет Московского государственного университета.
В 1942 году был призван в армию. В 1943 году был направлен на фронт. Награждён орденом Красной Звезды.
После демобилизации восстановился на биофаке на кафедру зоологии позвоночных и окончил его в 1948 году.
Работал заведующим  отделом биологии Московского общества испытателей природы при Московском университете. 
В 1979 году ушел работать во ВНИИ стандартизации  Госстандарта.
С 1987 года К. М. Эфрон являлся председателем секции охраны природы МОИП. Под его руководством она превратилось в крупное подразделение активно развивающегося Общества, которое постоянно сотрудничало с Дружиной охраны природы. В него вошли биологи, географы, инженеры, философы, химики и учителя.
В 1989 году был приглашен в Государственный комитет охраны природы СССР на должность ученого секретаря Научно-технического совета Комитета. 
В 1992 году после ликвидации Госкомприроды СССР вышел на пенсию.
К. М. Эфрон активно участвовал в работе Совета ветеранов 4-й гвардейской бронетанковой армии, часто встречаясь с молодежью, рассказывая о боевом пути своих товарищей.
К. М. Эфрон сохранил многочисленные реликвии семьи Цветаевых и был одним из постоянных дарителей музея М. И. Цветаевой. Он передал в Музей произведения живописи, принадлежащие кисти юной Елизаветы Петровны Дурново (матери С. Эфрона), копии двух картин: И. Н. Крамского «Обиженный еврейский мальчик» и Ф. А. Моллер «Спящая девушка» (1840-е годы), рисунки Е. Дурново. В музей от К. Эфрона поступили также фотографии членов семьи. Однако при этом не разрешил архивисту Д. Г. Юрасову работать со следственным делом С. Я. Эфрона.

## Научная деятельность
В 1954 году  при активном участии Константина Михайловича в МОИП  была создана Комиссия, преобразованная затем в секцию охраны природы.
В 1957 году  К. М. Эфрон принимает активное участие в подготовке и проведении Всесоюзного совещания по заповедным территориям. Он принимает участие в создании первой в Российской Федерации дружины по охране природы вместе с К. Н. Благосклоновым, В. Н. Тихомировым и Н. П. Наумовым.
В 1970 — 1980-х гг. К. М. Эфрон работает во ВНИИ стандартизации, занимается разработкой стандартов охраняемых территорий.
В конце 1970-х гг. К. М. Эфрон был избран председателем секции охраны природы МОИП.

## Семья

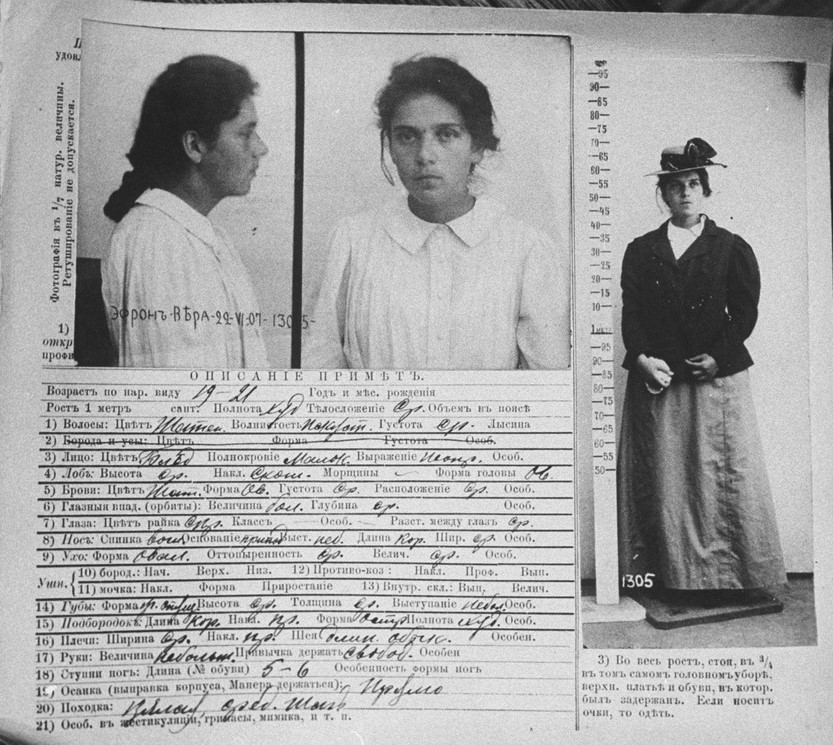
Полицейская карточка В. Эфрон, 1907 г.

- Отец — Михаил Соломонович Фельдштейн, правовед, историк философии. Был репрессирован и расстрелян в 1939 году.
- Мать —  Вера Яковлевна Эфрон (1888—1945), актриса Камерного театра (1915—1917), библиотекарь, сестра Сергея Эфрона, племянница писателя и драматурга Савелия Эфрона.
- Тётя — Елизавета Яковлевна Эфрон (1885—1976), театральный режиссёр и педагог.
- Двоюродная сестра — Ариадна Эфрон, мемуаристка.